# Ostrów, Mazowieckie
Ostrowski là một huyện thuộc tỉnh Mazowieckie của Ba Lan. Huyện có diện tích 1218 km². Đến ngày 1 tháng 1 năm 2011, dân số của huyện là 74365 người và mật độ 61 người/km².